# Natalia Narîșkina
Nataliaa Kirillovna Narîșkina (rusă Ната́лья Кири́лловна Нары́шкина; 1 septembrie 1651 – 4 februarie 1694) a fost Țarină a Rusiei din 1671 până în 1676 ca a doua soție a Țarului Alexei I al Rusiei.

## Biografie
Venind dintr-o mică familie nobilă, fiica lui Kirill Poluektovich Narîșkin (1623-1691) și a soției sale, Anna Leontievna Leontieva, a fost adusă în casa marelui boier Artamon Matveiev unde a primit o influență vestică. 
La 1 februarie 1671 ea s-a căsătorit cu țarul Alexei Mihailovici ca a doua soție a lui. Au avut împreună trei copii: viitorul țar Petru cel Mare (1672–1725); țarevna Natalia, care a fondat primul teatru public din Rusia și a scris numeroase piese dramaturgice, respectiv țarevna Feodora.